# Andrew McNeil
Andrew McNeil (* 19. Januar 1987 in Edinburgh) ist ein schottischer Fußballspieler.

## Laufbahn
McNeil ging 2003 nach England, um in der Jugend des FC Southampton zu spielen. Ein Jahr später erhielt der Torwart einen Profivertrag, war aber nur Ersatzmann. Als der Klub im Januar 2006 mit Bartosz Białkowski einen weiteren jungen Torhüter verpflichtete, beschloss er, den Verein zu verlassen. 
Im Sommer 2006 kehrte McNeil daher in seine Heimatstadt zurück und unterschrieb bei Hibernian Edinburgh zunächst einen Einjahresvertrag. Doch wusste er bei der Reservemannschaft zu überzeugen und wurde für die schottische U19-Auswahl nominiert, mit der er 2006 Vize-Europameister wurde. Daraufhin wurde sein Vertrag verlängert und im Januar 2007 verdrängte er Zbigniew Małkowski aus dem Tor der Profimannschaft. Zu Beginn der Saison wurde mit Yves Makabu-Makalambay ein neuer Torhüter verpflichtet, und McNeil rückte wieder ins zweite Glied. Im Sommer 2009 verließ er den Klub und wechselte zum FC Montrose in die Third Division. Dort wurde er wieder zur Stammkraft, beendete die Saison 2009/10 mit seiner Mannschaft jedoch auf dem letzten Platz.
Im Sommer 2010 schloss er sich den Raith Rovers an. Er spielte mit seiner Mannschaft in der Saison 2010/11 um die Aufstieg in die Scottish Premier League, verpasste diesen jedoch. Am Ende der Spielzeit wurde sein Vertrag aufgelöst. Er heuerte bei Aufsteiger FC Livingston an, dem er zwei Jahre die Treue hielt. Er wechselte im Sommer 2013 nach Neuseeland zum Waikato FC. Nach einem Jahr kehrte er nach Schottland zurück, wo ihn der FC Airdrieonians in der League One unter Vertrag nahm. Ein Jahr später erhielt er die Gelegenheit, eine Liga höher für Alloa Athletic zu spielen. Nach einem halben Jahr heuerte bei Ligakonkurrent Greenock Morton an.